# Gerry Fisher
Gerry Fisher (* 23. Juni 1926 in London; † 2. Dezember 2014 ebenda) war ein britischer Kameramann.

## Leben
Gerry Fisher erlernte ab 1946 das Kamerahandwerk. 1956 engagierte ihn der Chefkameramann Jack Hildyard als Mitglied des Kamerateams für Die Brücke am Kwai. Auch in den Folgejahren war Fisher meist mit Hildyard zusammen für aufwändige Produktionen tätig. Nachdem er als Mitarbeiter Hildyards 1965 an Modesty Blaise von Regisseur Joseph Losey mitgewirkt hatte, bot Losey ihm 1966 die Chance, erstmals als Chefkameramann eingesetzt zu werden. Die Zusammenarbeit wurde bei sieben weiteren Filmen fortgesetzt. Fisher erwarb sich den Ruf, einer der präzisesten und kreativsten Kameramänner seiner Generation zu sein, und fasste rasch auch bei internationalen Produktionen Fuß. Für seine innovative Kameraführung bei Schlacht in den Wolken wurde Fisher für den British Academy Film Award für die beste Kamera nominiert, Monsieur Klein brachte ihm eine César-Nominierung ein.

## Filmografie (Auswahl)
- 1966: Accident – Zwischenfall in Oxford (Accident)
- 1968: Der mysteriöse Mr. Sebastian (Sebastian)
- 1968: Die Möwe (The Sea Gull)
- 1968: Die Frau aus dem Nichts (Secret Ceremony)
- 1969: Hamlet
- 1970: Macho Callahan
- 1971: Ein Mann in der Wildnis (Man in the Wilderness)
- 1971: Der Mittler (The Go-Between)
- 1971: Malpertuis
- 1971: Stiefel, die den Tod bedeuten (Blind Terror)
- 1972: Sein Leben in meiner Gewalt (The Offence)
- 1973: Nora (A Doll’s House)
- 1973: Die Nelson-Affäre (Bequest to the Nation)
- 1973: Katholiken (Catholics)
- 1974: 18 Stunden bis zur Ewigkeit (Juggernaut)
- 1974: Brannigan – Ein Mann aus Stahl (Brannigan)
- 1975: Die romantische Engländerin (The Romantic Englishwoman)
- 1975: Sherlock Holmes’ cleverer Bruder (The Adventure of Sherlock Holmes’ Smarter Brother)
- 1976: Monsieur Klein (M Klein)
- 1976: Schlacht in den Wolken (Aces High)
- 1977: Die Insel des Dr. Moreau (The Island of Dr. Moreau)
- 1977: Drei Fremdenlegionäre (The Last Remake of Beau Geste)
- 1977: Fedora
- 1978: Straßen nach Süden (Les routes du Sud)
- 1979: Don Giovanni
- 1979: Die Weisheit des Blutes (Wise Blood)
- 1980: The Ninth Configuration
- 1981: Flucht oder Sieg (Escape to Victory)
- 1981: Wolfen
- 1983: Dotterbart (Yellowbeard)
- 1985: Der 4 1/2 Billionen Dollar Vertrag (The Holcroft Covenant)
- 1985: Highlander – Es kann nur einen geben (Highlander)
- 1987: Mann unter Feuer (Man on Fire)
- 1988: Die Flucht ins Ungewisse (Running on Empty)
- 1988: Dead Bang – Kurzer Prozess (Dead Bang)
- 1989: Der Exorzist III (The Exorcist III)
- 1989: Powerplay (The Fourth War)
- 1991: Company Business
- 1992: Ihr größter Coup (Diggstown)
- 1994: Cops & Robbersons – Das haut den stärksten Bullen um (Cops and Robbersons)
- 1995: Immer wieder samstags (When Saturday Comes)
- 1997: K – Das Zeichen des Bösen (K)